# Archeologisch Centrum Almoina
Het Archeologisch Centrum Almoina in de Spaanse stad Valencia herbergt vondsten uit het centrum van de stad, die gaan van de 2e eeuw voor Christus tot de 14e eeuw en werden opgegraven tussen 1985 en 2005. Het museum, met een oppervlakte van 2.500 m² werd ingehuldigd in juli 2007.

## Ontstaan van het museum
In 1985 werd door de basiliek van de stad grond aangekocht en een uitbreidingsproject gestart. Het project werd stilgelegd toen de eerste archeologische resten naar boven kwamen. Na de aankoop van genoemde grond door de gemeenteraad van Valencia, begon datzelfde jaar een archeologisch onderzoek dat tot 2005 duurde. Na een gedetailleerde studie zou het complex worden omgevormd tot een archeologisch museum en ingehuldigd door burgemeester Rita Barberá Nolla in 2007.
Het museum herbergt onder andere de overblijfselen die tijdens de opgravingen zijn verwijderd, zowel bouwresten als elementen van materiële cultuur, behorend tot verschillende monumentale gebouwen uit verschillende periodes, inscripties, individuele architectonische elementen, meer dan duizend munten en meer dan vijfhonderd keramische overblijfselen.

## Romeinse Republiek
Het is op deze plek waar in 138 v.Chr. de Romeinse stad Valentia Edetanorum werd gesticht. Bij de twee belangrijkste communicatieroutes die de stad doorkruisten, is een put gevonden die gevuld is met overblijfselen.
In de put, met een diepte van 3,29 m, die waarschijnlijk als offerput werd gebruikt, werden keramische stukken gevonden zoals potten, stoofschotels, vijzels, tafelgerei en keramiek bedoeld om wijn, olie, vissaus en misschien bier te bewaren. Daarnaast werden tal van botten gevonden van jonge dieren waaronder varkens, stieren, schapen, geiten en hanen. Aan het einde van het rituele banket werden ze op de bodem van de put gegooid en gingen over tot crematie en hun bedekking met een stevige laag aarde, aangezien de voorwerpen die bij deze religieuze praktijken werden gebruikt snel moesten worden verwijderd omdat ze als onrein werden beschouwd.
Het is bekend dat de eerste bewoners van de stad voormalige soldaten waren uit de oorlogen tegen Viriatus. Het verlenen van land aan deze veteranen was een manier om het gebied te beheersen en te verdedigen, en om een bruggenhoofd in Spanje te vestigen voor toekomstige veroveringen van het schiereiland.

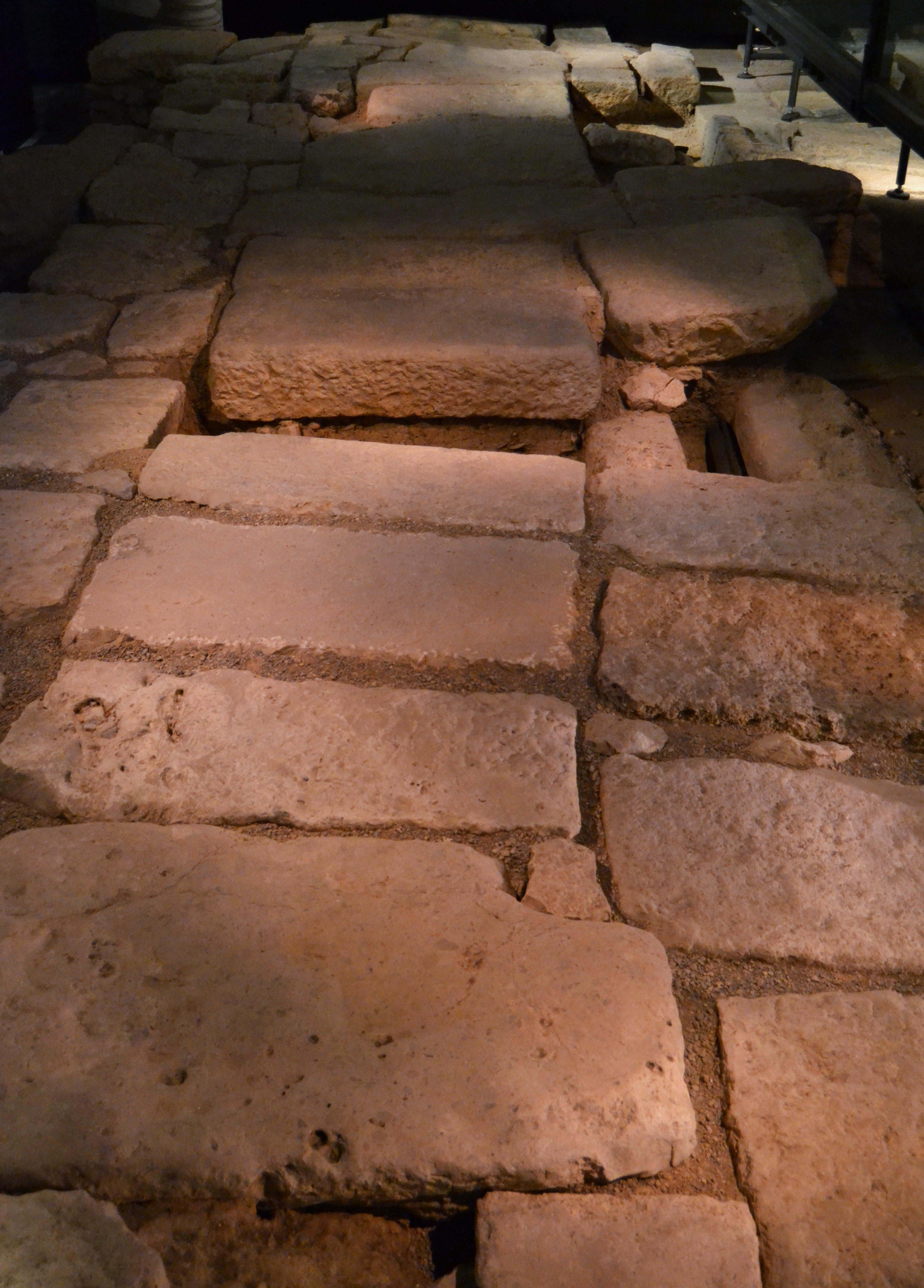
Cardo

De nieuwe stad ontstond op een onbewoonde plek. De rivierkanalen eromheen vergemakkelijkten de verdediging, de watervoorziening en de maritieme communicatie. Uit deze periode zijn enkele baden, een graanschuur, diverse openbare gebouwen en het hoofdwegennet (Cardo en Decumanus) opgegraven, die allemaal in het museum te bezichtigen zijn. Er is ook bewijs van een poel die deel uitmaakte van het heiligdom voor de cultus van watergoden, daterend uit de 2e eeuw v.Chr. In het westen zouden het thermische gebouw terwijl er in het noordelijke deel een horreum zou zijn.
Het horreum, waarvan het achterste deel in het museum te bezichtigen is, was een openbaar gebouw waar graangewassen en andere eerste levensbehoeften werden bewaard, zodanig dat de bevoorrading van de stad gegarandeerd was. Daarom stond het op een centrale plek, naast het forum, goed bewaakt en goed bereikbaar. Het was een groot gebouw, opgetrokken uit grote blokken zandsteen. Het mat aan elke kant 24 m en besloeg een heel blok. De overblijfselen die we in het Archeologisch Centrum Almoina kunnen zien, zijn slechts een deel van wat dit grote gebouw was.
De warmwaterbronnen die te bezoeken zijn, zijn de oudste van het hele Iberisch schiereiland. Al in keizerlijke tijden zouden ze worden hervormd en uitgebreid, maar hun belang ligt juist in deze primitieve, eenvoudiger en kleiner, maar al gemaakt van steen en duurzame materialen. De ruimtes voor openbaar gebruik waren geplaveid met keramische tegels. De banken zouden zijn voor lichaamsmassages terwijl het water uit de put kwam die zich in het noordelijke deel bevindt.
Valencia werd in 75 v.Chr. verwoest door Pompeius in het kader van de Sertoriaanse oorlog. Hierna werd de stad verwoest en verlaten. Deze oorlogsvernietiging, bekend uit oude bronnen, is archeologisch bevestigd door de vondst van 17 skeletten van geëxecuteerde soldaten, vergezeld van talrijke wapens.

## Romeinse Keizerrijk
Aan het einde van de regering van keizer Augustus, op een onbepaald moment tussen 5 v.Chr. en 5 n.Chr., binnen het stedenbouwkundig beleid van de eerste keizer dat de hele geografie van het rijk beïnvloedde, lijken opnieuw tekenen van menselijke aanwezigheid te worden gedetecteerd (resten van dieren en keramische stukken terra sigillata italica). De heroprichting werd ook uitgevoerd met een groot ritueel banket van collectieve aard, waarbij al het serviesgoed en voedselresten in de oude put van het heiligdom van de cultus van wateren werden gegooid. In de kamer naast de genoemde put, zijn de overblijfselen te zien van terra sigillata, allemaal daterend uit de eerste eeuw.
Gedurende het hele Romeinse rijk bereikte Valentia, al met de wettelijke status van een Romeinse kolonie, een zekere mate van stedelijke uitrusting, waaronder het circus opvalt, waardoor het, samen met Sagunto, de belangrijkste stedelijke kern van de regio werd. Zo werden uit deze periode in Almoina het forum, de basiliek, het nymphaeum en de curia bewaard.
Een van de belangrijkste Romeinse constructies waren de wegen of snelwegen, aangezien ze een administratieve controle voor het rijk vertegenwoordigden, grotere economische mogelijkheden om transport en handel te vergemakkelijken; en vooral een snelle verplaatsing van de legioenen. Zo ontstond de aanleg van de Via Augusta in de eerste eeuw, de belangrijkste slagader van de Spaanse communicatie die van Cádiz naar Rome leidde en het hele schiereiland aan de oostkant doorkruiste, viel samen met de cardo maximus tijdens zijn passage door Valencia. Tegenwoordig is het Calle del Salvador geworden. Het is geplaveid met grote platen, waaronder het hoofdriool liep. De decumanus maximus was de toegangsweg naar het forum en in het oosten naar het circus.
Het forum dat in het museum te zien is en dat zich net onder de Plaza de l'Almoina bevindt, dateert uit het begin van het keizerlijke tijdperk, in de eerste eeuw en was het belangrijkste element van het stedelijke landschap. Het was een groot openbaar plein waar het religieuze, commerciële, politieke en legale leven van de stad plaatsvond. Hier bevonden zich ook de openbare gebouwen die verbonden waren met de gemeentelijke overheid, waar standbeelden van weldoeners werden opgericht en tempels voor de goden werden opgericht. Het forum van Valencia had een oppervlakte van ongeveer 6.900 m², het was een groot rechthoekig plein begrensd door portieken die toegankelijk waren via een trap. Het werd voorgezeten door een tempel aan een van de korte zijden van het plein en het was langs de portiek waar de verschillende openbare gebouwen openden, zoals de curia (waarvan ook de hele plattegrond bewaard is gebleven) of de basiliek.
Het Nymphaeum uit het keizerlijke tijdperk zou op zijn beurt verrijzen waar ooit het watercultus-heiligdom stond. Het was een grote openbare fontein die oorspronkelijk was gewijd aan de nimfen, watergoden, en later een complexe monumentale façade kreeg die bijdroeg aan de versiering van de stad. Het water stroomde constant door verschillende pijpen die het in een smalle en lange plas goten waaruit het opgevangen kon worden.
De Curia dateert eveneens uit de eerste eeuw na Christus. Het was het gebouw waar de senaat van de stad was gevestigd, daarom nam het een bevoorrechte plaats in op het hele forum en presenteerde het een zorgvuldige architectuur. De plant was vierhoekig, gebouwd met een plint van grote kalksteenblokken. Op die sokkel waren de betonnen muren opgetrokken, waarschijnlijk bedekt met marmeren platen. De bestrating was opus signinum (een mengsel van mortel en gemalen keramiek). Naast de Curia werd een soortgelijk gebouw gevonden, zeer slecht bewaard gebleven, en dat is geïnterpreteerd als een tweede curia, aangezien Valencia een dubbele senaat had. Naast de curia zijn er verschillende overblijfselen van sokkels of inscripties uit de 1e en 2e eeuw.
De basiliek van haar kant was een weelderig openbaar gebouw gewijd aan handelstransacties en rechtsbedeling. Het werd ook gebruikt als ontmoetingsplaats voor burgers om gemeenschappelijke kwesties te bespreken. Evenzo nam het een voorkeursplaats in binnen het forum. Het was een rechthoekig gebouw met drie beuken gescheiden door kolommen, waarvan de middelste de breedste en hoogste was, waardoor de vorige beter verlicht werden. De basiliek had een kamer genaamd Aedes Augusti, die werd gebruikt als rechtbank en werd voorgezeten door het standbeeld van keizer Augustus. Er is ook een voetstuk gewijd aan de godin Fortuna en een ander aan de veteraan Valentini.

## De vroege Middeleeuwen

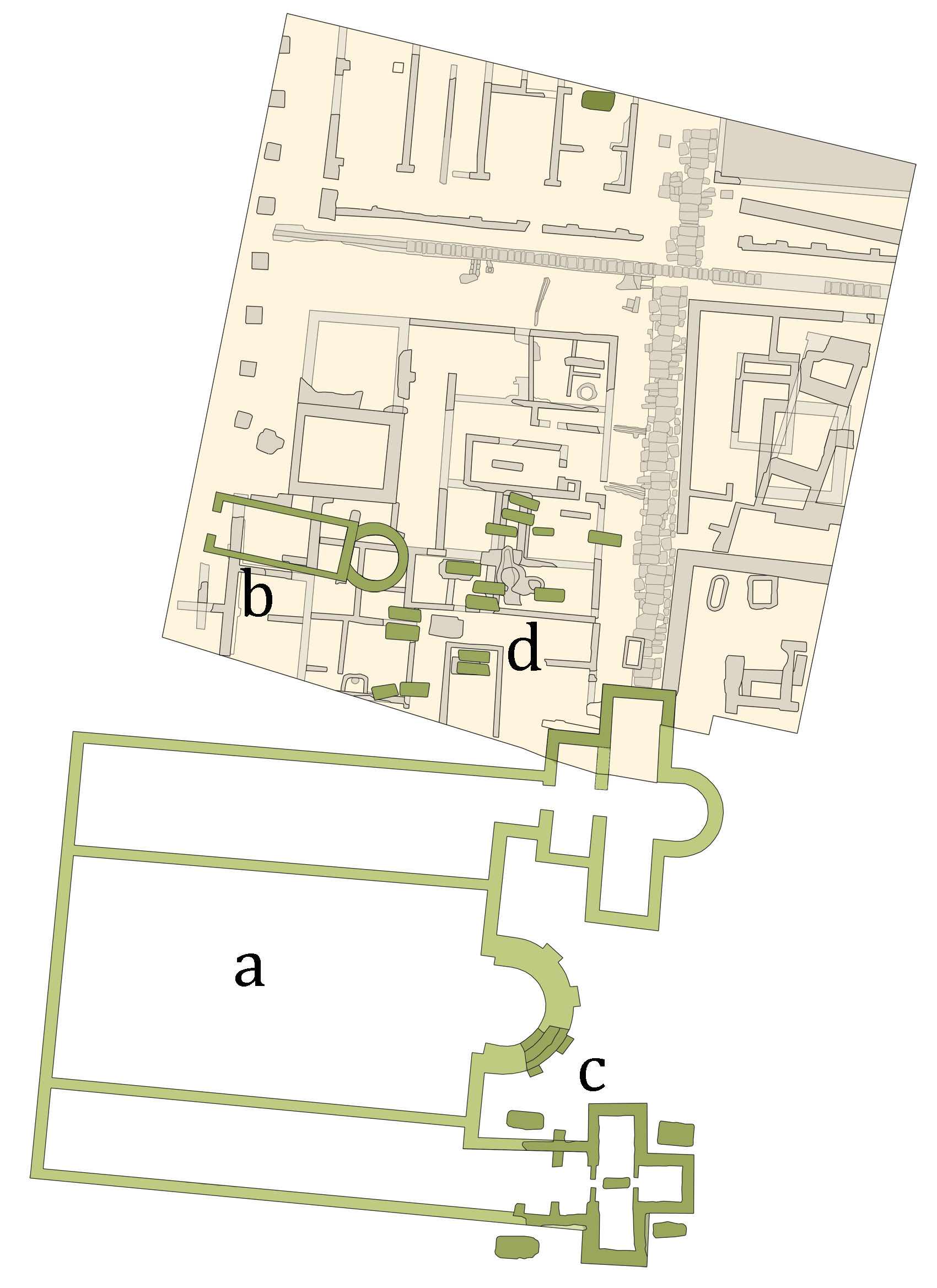
Plattegrond van de Visigotische overblijfselen.

Na de val van het Romeinse rijk in de 5e eeuw werd Valencia onderdeel van het rijk van de Visigoten. Ondanks het feit dat een groot deel van het rechtlijnige stedelijke weefsel uit de Romeinse tijd en veel van zijn solide gebouwen nog overeind staan, wordt het uiterlijk van de Visigotische stad tijdens deze fase begrensd door de christelijke afdruk, die de belangrijkste stedelijke drijvende kracht is. In Almoina, het belangrijkste deel van de stad, zijn het oude forum en zijn omgeving het bisschoppelijk complex geworden, geleid door een grote kathedraal, omgeven door kerken, paleizen, begraafplaatsen en oude Romeinse gebouwen die nog overeind staan. Om dit te demonstreren presenteert het museum een dubbele Visigotische begrafenis, bestaande uit een paar met hun respectievelijke uitzetstukken: een gouden ring, drie riemgespen, twee kleine keramische voorwerpen en twee andere voorwerpen van geblazen glas.
Zo zijn de overblijfselen van de doopkapel uit het midden van de 6e eeuw bewaard gebleven, net onder de huidige. Het is het grafgebouw dat bekend staat als "San Vicente-gevangenis", dat ook deel uitmaakt van een ander museum in de stad Valencia. Het waren de bijgebouwen in respectievelijk het noorden en het zuiden van het hoofd van de Visigotische kathedraal. Het had waarschijnlijk een kruisvormig plan en werd gebouwd door muren van Romeinse hardstenen. Aan de noordmuur bevindt zich een afvoerkanaal met een aflopende helling naar de straat, waar de christengelovigen via een soort fontein of klein vlot het gezegende water ophaalden.
Volgens de overlevering stierf in 304 diaken Vincentius van Zaragoza de marteldood in Valencia. Vanaf die datum was de heilige het voorwerp van bijzondere verering door de christelijke gemeenschap. Op het puin van de gevangenis, waarvan wordt aangenomen dat hij daar de marteldood stierf, werd in de 7e eeuw een apsis gebouwd in de vorm van een hoefijzer, de enige overgebleven getuigenis van dit gebouw. De omgeving zou in de volgende eeuwen als begraafplaats worden gebruikt.
Ondanks alles zou de stad Valencia tijdens deze hoogmiddeleeuwse periode praktisch ontvolkt zijn. De stedelijke kern bleef bestaan omdat het de bisschoppelijke zetel was maar pas in de Arabische periode zou het een nieuwe stedelijke dynamiek krijgen.

## De Middeleeuwen

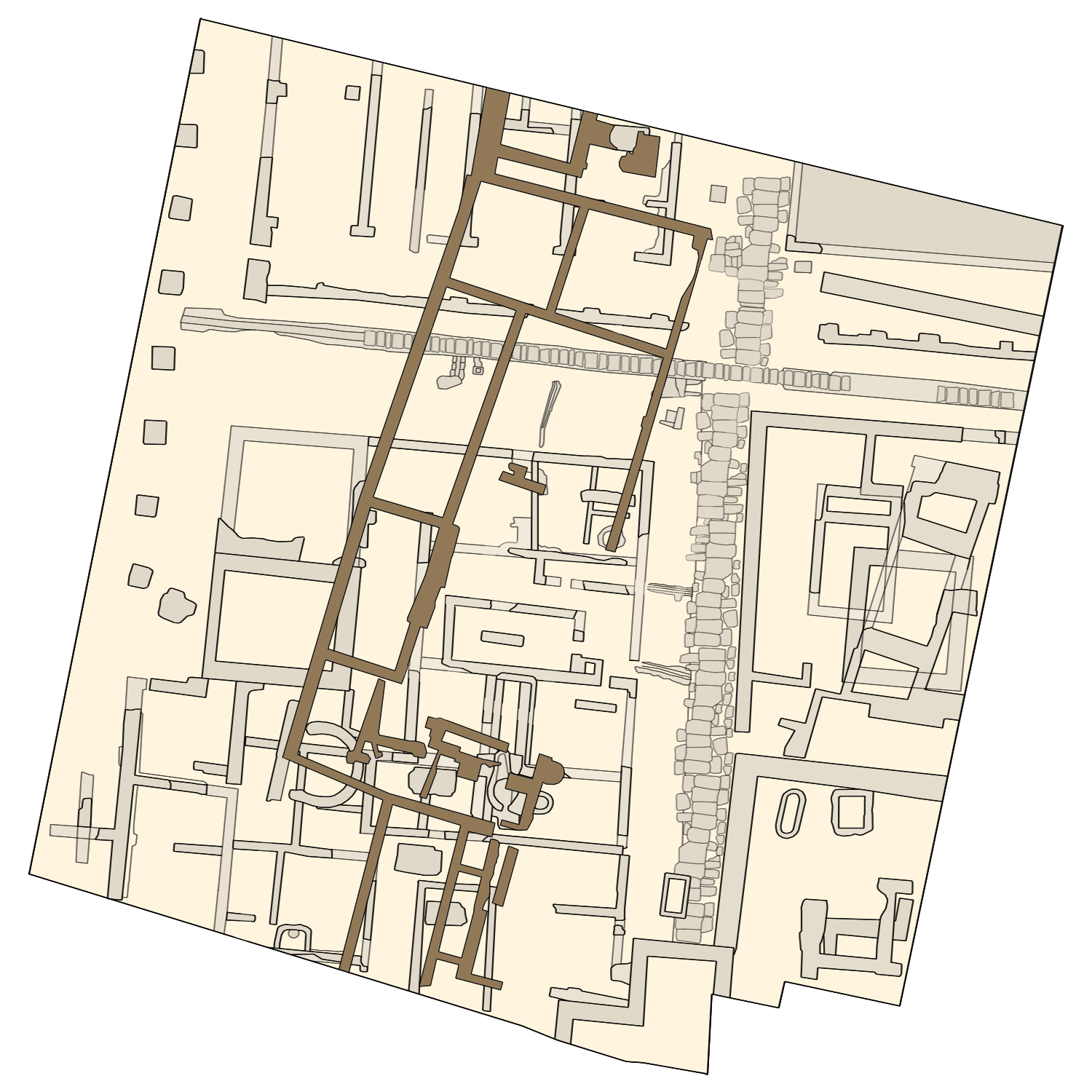
Plattegrond van de overblijfselen van het middeleeuwse Almoina-gebouw.

In 1303 stichtte de bisschop van de stad, Ramón Despont, de Almoina (wat aalmoes betekent in het Valenciaans). Het was een liefdadigheidsinstelling die zich toelegde op het onderhoud van mensen zonder middelen. Vanaf het midden van de 14e eeuw werd het gebruikt als gymnasium en theologieschool. Het gebouw had in ieder geval tussen de 17e en 18e eeuw nog andere functies, waaronder een gevangenis voor vluchtelingen met kerkelijke onschendbaarheid. Dit gebouw werd in de 19e eeuw afgebroken. Tijdens de opgraving zijn er tal van keramische resten gevonden, daterend uit de 14e eeuw.

## Fotogalerij

Te zien in het museum
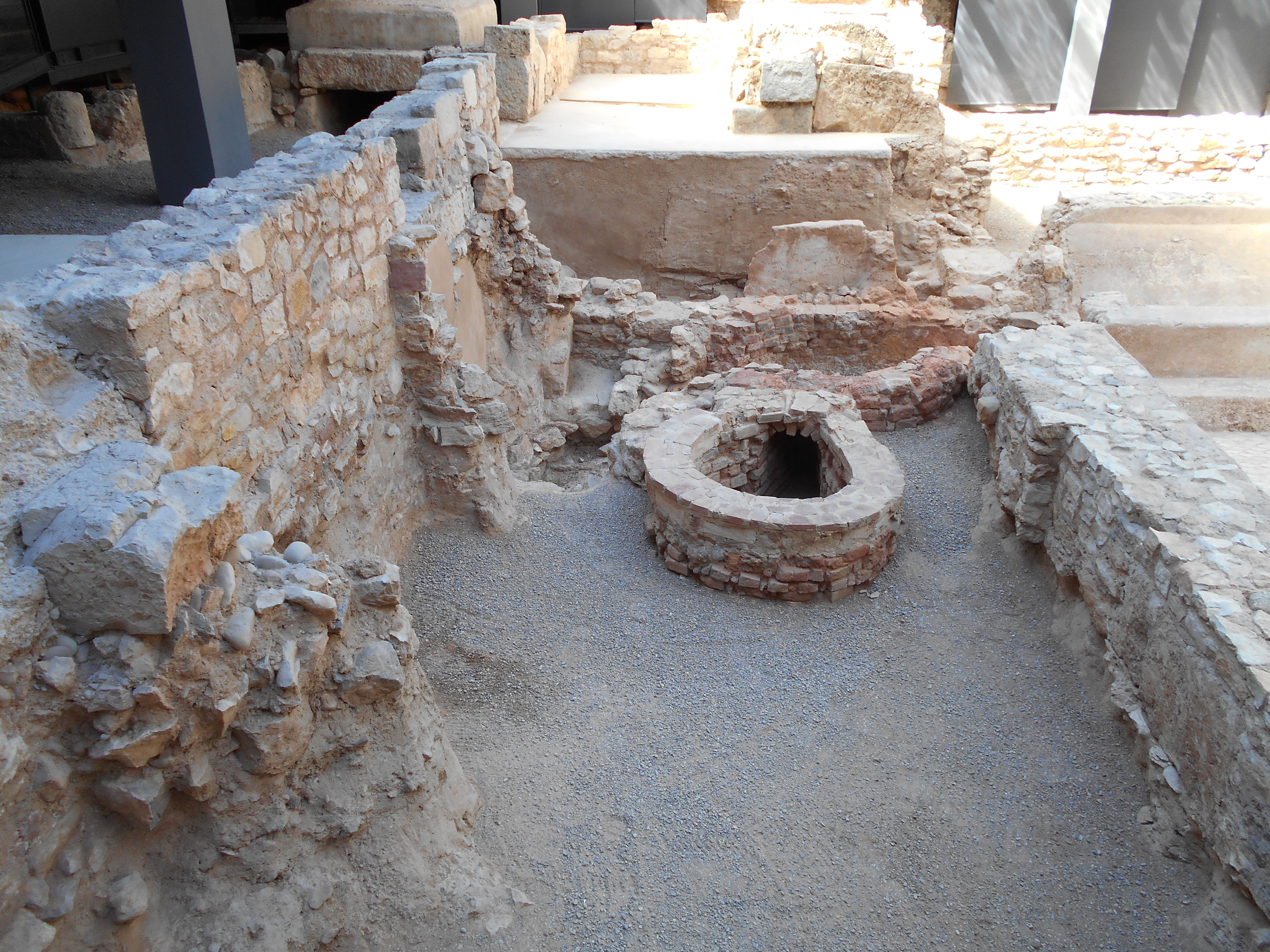
Offerput
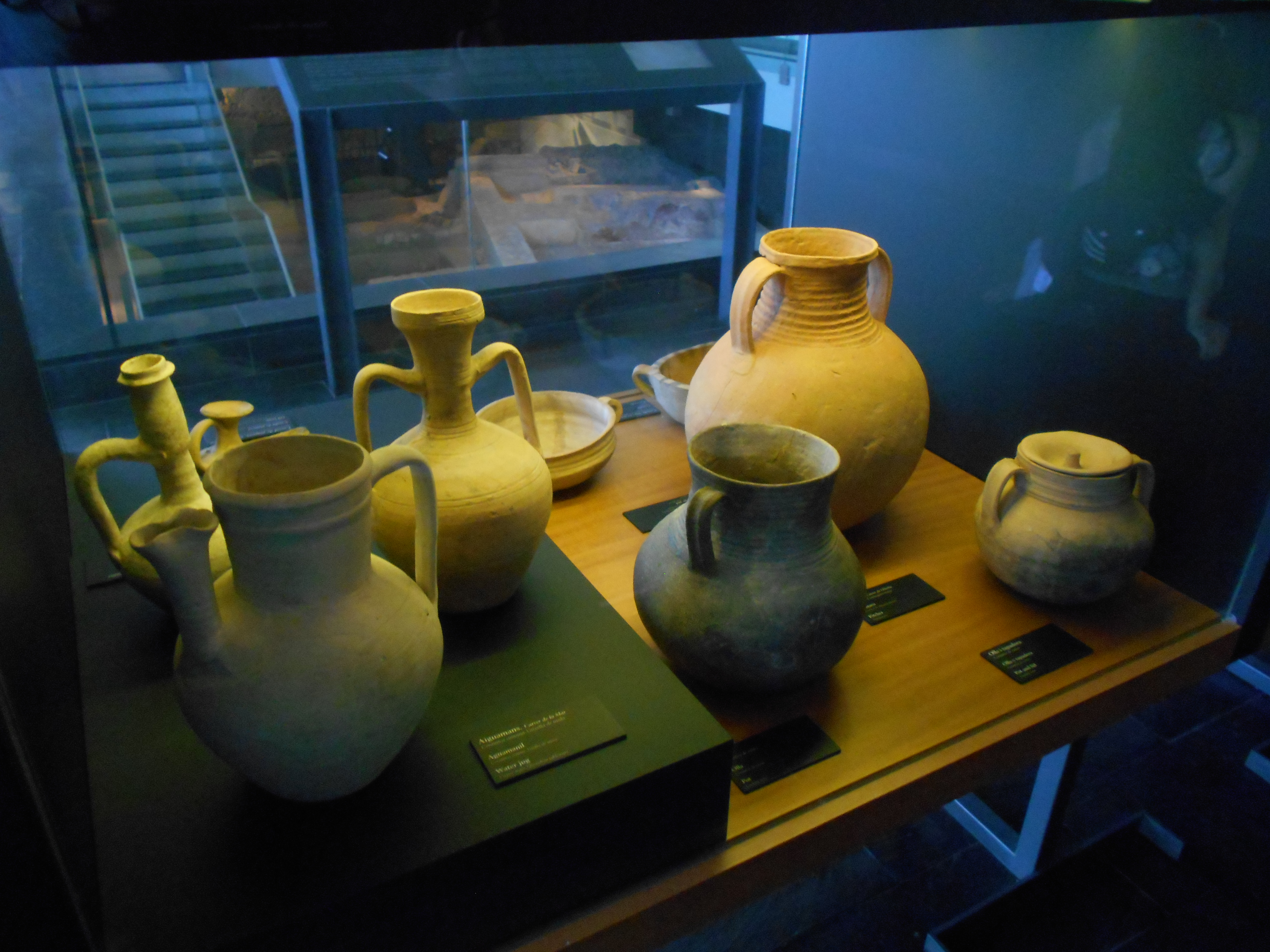
Diversen aardewerk
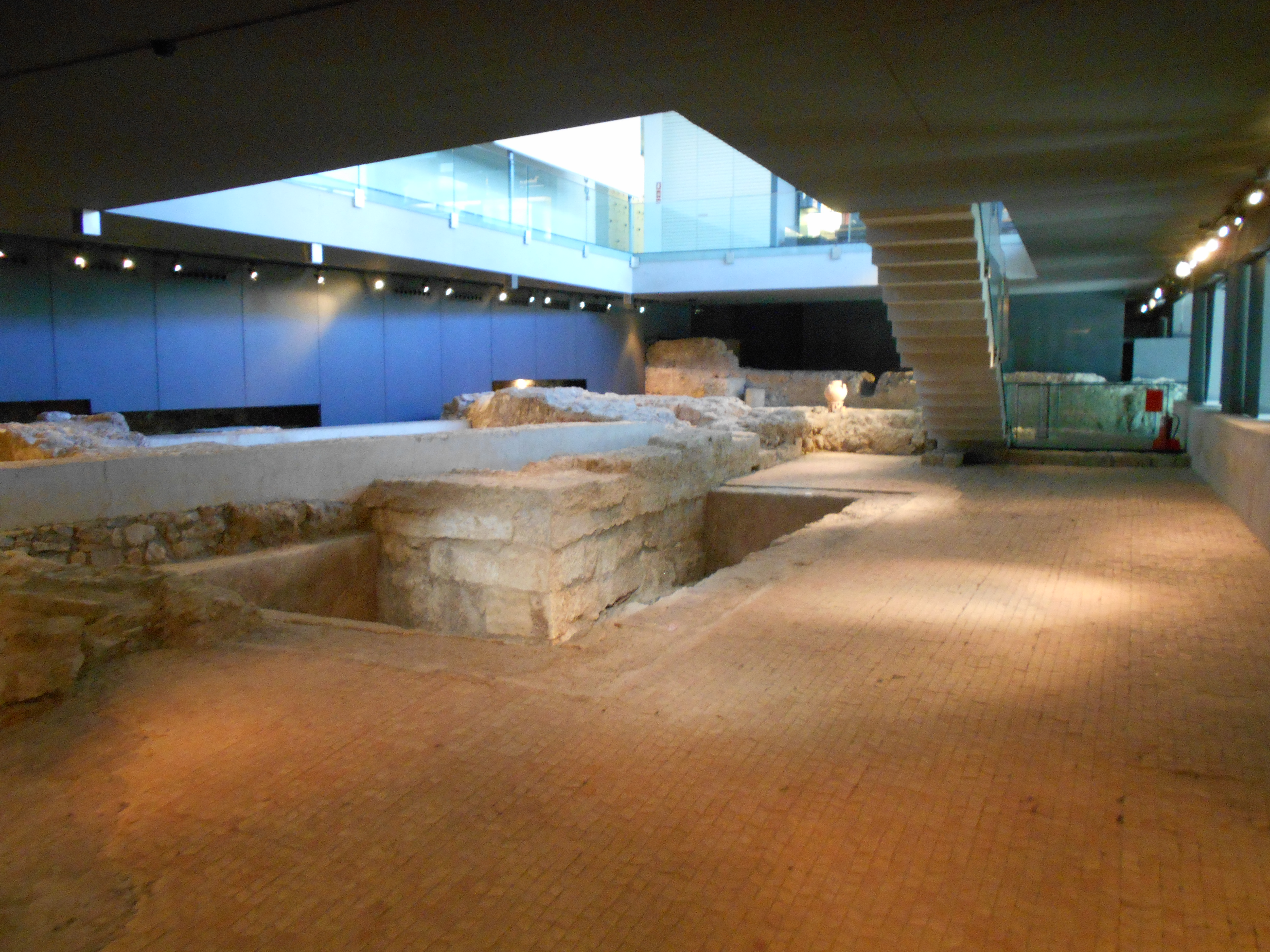
Toegang tot de opgraving
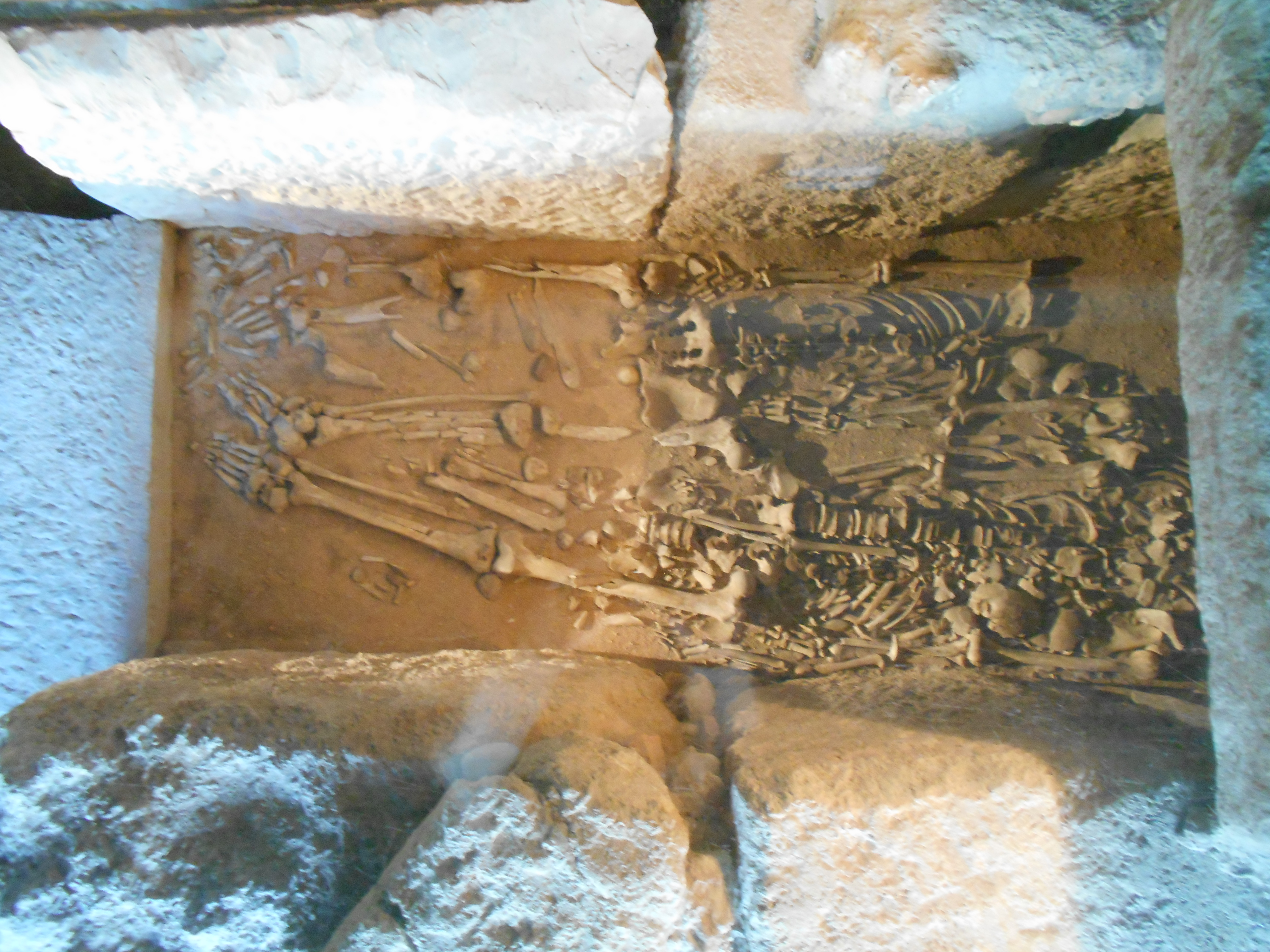
Archeologische begraafplaats
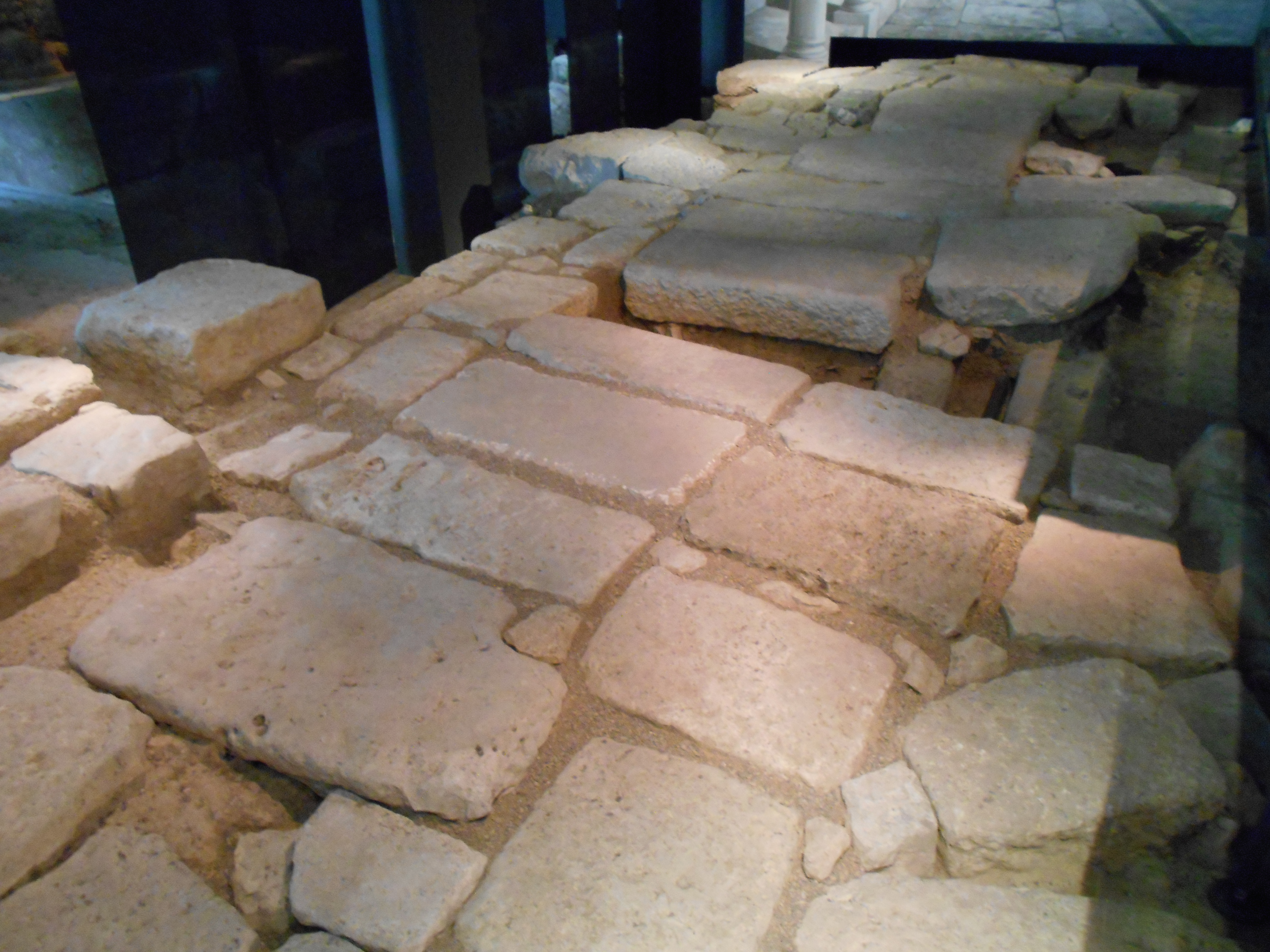
Cardus
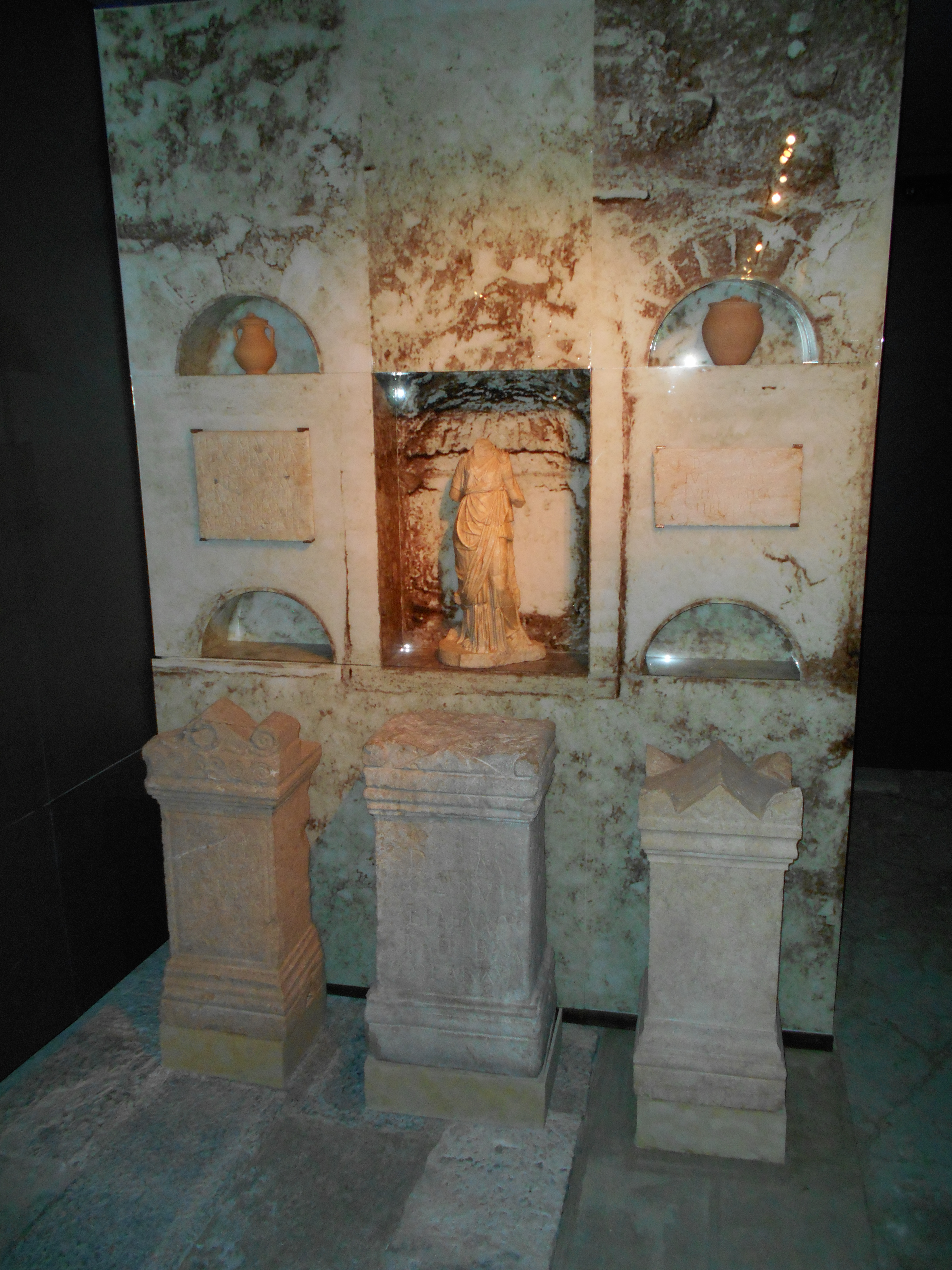
Altaar